# Montague Bertie (11e comte de Lindsey)
Montague Peregrine Bertie, 11e comte de Lindsey (26 décembre 1815 - 27 janvier 1899) est un noble, un militaire et un propriétaire foncier anglais, le deuxième fils d'Albemarle Bertie (9e comte de Lindsey) et sa femme Charlotte.

## Biographie
Comme sa sœur aînée, Charlotte Guest, Montague est un lecteur vorace et a une excellente mémoire, mais il ressemble malheureusement à son frère aîné, George, en ce qu'il est curieusement inhabituel et inadapté à la vie adulte.
Il fait ses études au Collège d'Eton et entre ensuite dans le 81e régiment d'infanterie le 13 juillet 1832 en tant qu'enseigne. Il est nommé enseigne et lieutenant aux Grenadier Guards le 21 mars 1834 et achète le grade de lieutenant et capitaine le 28 juin 1839. Le 10 août 1849, il est nommé lieutenant adjoint du Lincolnshire.
Le 30 mai 1854 à Londres, il épouse Felicia Elizabetha Welby (1835-1927), fille du révérend John Earle Welby (1786-1867), fils de William Earle Welby (1er baronnet), et frère de Reginald Welby (1er baron Welby). Sa mère est Felicia Elizabetha Hole (1797-1888), fille du révérend Humphrey Aram Hole (1763-1814). Le couple a un fils :
- Montague Bertie (12e comte de Lindsey) (1861-1938)

Montague succède à son frère en tant que 11e comte de Lindsey en 1877 et décède en 1899.